# Rugăciunea lui Iisus
Rugăciunea lui Iisus, cunoscută și ca rugăciunea inimii, este o rugăciune scurtă, întâlnită mai ales în spiritualitatea ortodoxă și în catolicism:
„Doamne Iisuse Hristoase, Fiul lui Dumnezeu, miluiește-mă pe mine păcătosul.”

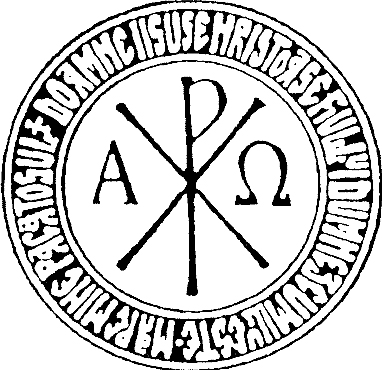
Hristogramă cu rugăciunea lui Iisus:„Doamne Iisuse Hristoase, Fiul lui Dumnezeu, miluiește-mă pe mine, păcătosul”

Este repetată continuu ca parte a ascezei personale, utilizarea sa fiind o parte integrantă a tradiției eremitice de rugăciune cunoscută sub numele de isihasm. Rugăciunea este apreciată de către părinții filocalici (vezi Filocalia) ca metodă de curățare a minții și inimii (kardia), realizată mai întâi prin rugăciunea minții sau, mai precis, rugăciunea noetică (Νοερά Προσευχή), iar după aceasta prin rugăciunea inimii (Καρδιακή Προσευχή). Rugăciunea inimii este considerată a fi rugăciunea neîncetată pe care Apostolul Pavel o recomandă în Noul Testament. Sf. Teofan Zăvorâtul a considerat Rugăciunea lui Iisus mai puternică decât toate celelalte rugăciuni datorită puterii Numelui lui Iisus Hristos.
Deși identificată mai strâns cu creștinismul răsăritean, rugăciunea se găsește și în creștinismul occidental în Catehismul Bisericii Catolice. De asemenea, este folosită împreună cu inovația mărgelelor de rugăciune anglicană (rev. Lynn Bauman la mijlocul anilor 1980). Rugăciunea a fost predanisită și discutată pe scară largă de-a lungul istoriei Bisericii Catolice Răsăritene și Bisericii Ortodoxe. Forma inițială nu includea cuvintele „păcătosul”, care au fost adăugate mai târziu. Teologia ortodoxă răsăriteană a Rugăciunii lui Iisus, așa cum a fost enunțată în secolul al XIV-lea de Sf. Grigore Palama, a fost în general respinsă de teologii Bisericii latine până în secolul al XX-lea. Papa Ioan Paul al II-lea l-a numit pe Grigore Palama un sfânt, un mare scriitor și o autoritate în teologie. El a vorbit, de asemenea, cu apreciere despre isihasm ca „acea unire profundă a harului pe care teologiei răsăritene îi place să o descrie cu termenul deosebit de puternic îndumnezeire” și a asemănat calitatea meditativă a Rugăciunii lui Iisus cu cea a Rozariului Catolic.

## Originile
Practicarea Rugăciunii lui Iisus își are originea în pustia Egiptului, fiind folosită de monahii care au viețuit acolo în secolul al V-lea. Ea fost găsită inscripționată în ruinele unei chilii din perioada respectivă, din deșertul egiptean.
Rugăciunea lui Iisus se găsește într-o scrisoare atribuită Sf. Ioan Gură de Aur, care a murit în anul 407 d.Hr. Această „Scrisoare către un stareț” numește rugăciunea „Doamne Iisuse Hristoase, Fiul lui Dumnezeu, miluiește-mă” și „Doamne Iisuse Hristoase, Fiul lui Dumnezeu, miluiește-ne pe noi”, rugăciune neîncetată.
Cea mai veche referire explicită la Rugăciunea lui Iisus, într-o formă similară celei de astăzi, astăzi se găsește în capitolul Despre Avva Filimon din Filocalie. Filimon a trăit în jurul 600 d.Hr. Versiunea citată de Filimon este „Doamne Iisuse Hristoase, Fiul lui Dumnezeu, miluiește-mă”, care se pare că este cea mai veche sursă care a citat această versiune standard.
Scara Sf. Ioan Scărarul (circa 523–606) este o altă scriere filocalică care recomandă practicarea regulată a unui monologistos sau Rugăciunea lui Iisus de un singur gând.

## Ortodoxia Răsăriteană
Practica isihastă a Rugăciunii lui Iisus se întemeiază pe viziunea biblică prin care numele lui Dumnezeu este conceput ca loc al prezenței sale. Practica mistică (rugăciunea și meditația) nu duce la perceperea reprezentărilor lui Dumnezeu (vezi mai jos Palamismul). Astfel, cel mai important mijloc al unei vieți consacrate rugăciunii este chemarea numelui lui Dumnezeu, așa cum este subliniat încă din secolul al V-lea de anahoreții din Tebaida, sau de isihaștii athoniți de mai târziu. Pentru ortodocși puterea Rugăciunii lui Iisus vine nu numai din conținutul ei, ci din însăși invocarea numelui lui Iisus. 

### Rădăcini biblice
Rugăciunea lui Iisus combină trei versete biblice: Epistola către Filipeni a Sf. Ap. Pavel versetul 1 „să mărturisească toată limba că Domn este Iisus Hristos”, Buna vestire din Luca 1:31–35 (versetul 35: „Fiul lui Dumnezeu se va chema”) și Pilda vameșului și a fariseului din Luca 18:13, în care vameșul se roagă cu smerenie (versetul 13: „Dumnezeule milostiv fii mie, păcătosului”).

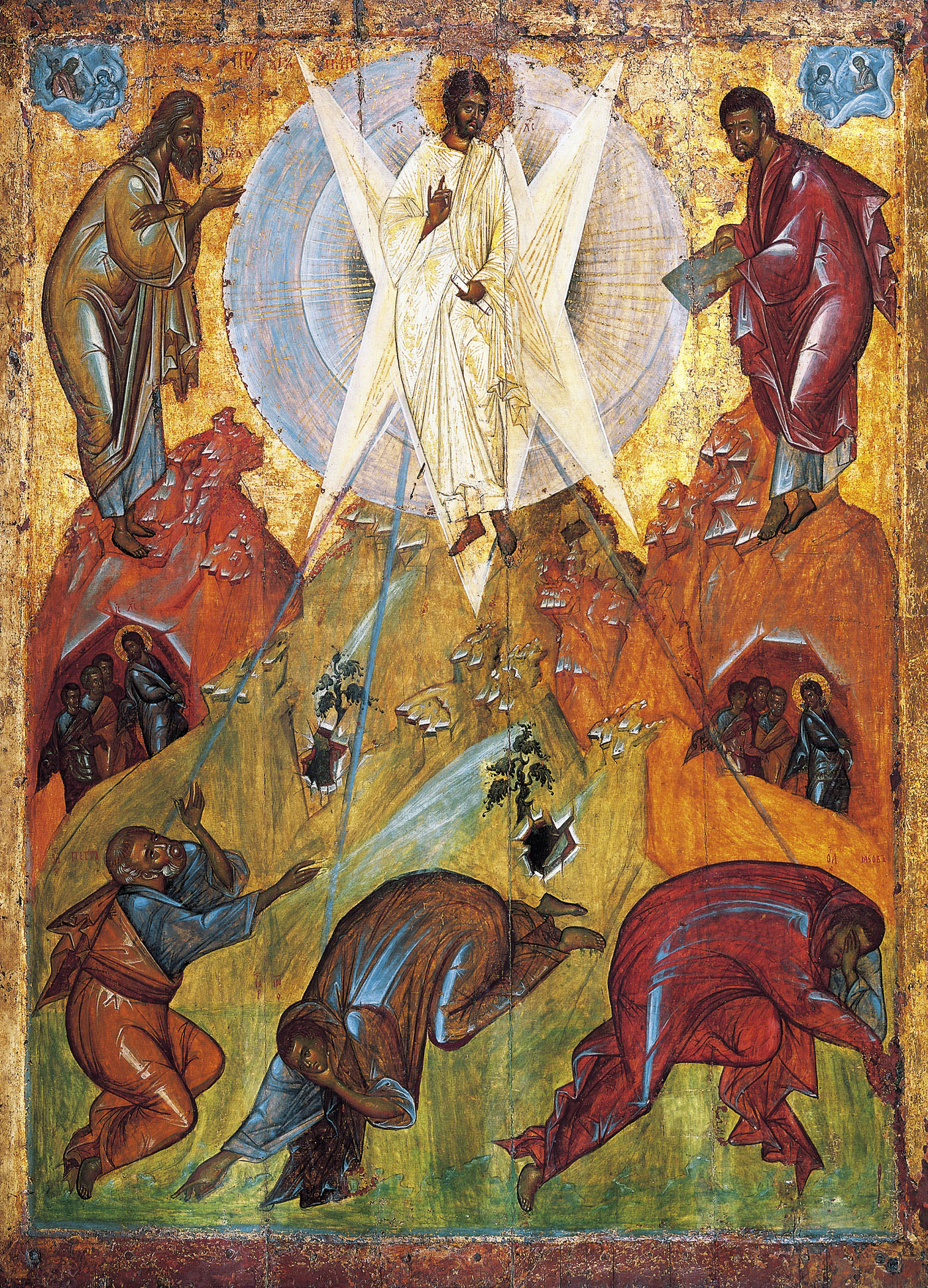
Icoana „Schimbării la Față a lui Iisus” de Teofan Grecul (secolul al XV-lea, Galeria Tretiakov, Moscova). Vorbind cu Hristos: Ilie (stânga) și Moise (dreapta). În genunchi: Petru, Iacov și Ioan

Apofatismul (teologia prin negare) este principala caracteristică a tradiției teologice răsăritene. Incognoscibilitatea nu este concepută ca agnosticism sau refuz de a-L cunoaște pe Dumnezeu, ci este contemplativă, oferind o înțelegere asupra lucrurilor mai presus de înțelegerea rațională. Prin urmare, dogmele sunt adesea exprimate antinomic. Această formă de contemplare implică experierea lui Dumnezeu, numită vederea lui Dumnezeu (theoria).
Pentru ortodocșii răsăriteni cunoașterea (noesis) energiilor necreate este de obicei legată de apofatism.

### Pocăința în Ortodoxia Răsăriteană
Biserica Ortodoxă Răsăriteană are o viziune non-juridică a păcatului, în contrast cu substituția penală , teoria satisfacției sau a ispășirii păcatului așa cum este articulată în Occident, în primul rând de către Anselm de Canterbury (ca datorie de onoare) ) și Toma d'Aquino (ca o datorie morală). Termenii folosiți în ortodoxie sunt mai puțin legaliști (har, pedeapsă) și mai medicali (boală, vindecare). Păcatul, așadar, nu poartă cu el vina pentru încălcarea unei reguli, ci mai degrabă imboldul de a deveni ceva mai mult decât ceea ce sunt de obicei oamenii. Cineva se pocăiește nu fiindcă are, sau nu, virtuți, ci pentru că natura umană se poate schimba. Pocăința (greacă veche μετάνοια, metanoia, „schimbarea minții, a modului de a cugeta”) nu este remușcare, justificare sau pedeapsă, ci o punere în aplicare continuă a libertății cuiva, care derivă dintr-o alegere reînnoită și care duce la restaurare (întoarcerea la starea originară a omului). Aceasta se reflectă în Taina Spovedaniei care nu se limitează la o simplă mărturisire a păcatelor, ci se preocupă de evoluția spirituală a omului, preotul, în calitatea sa de părinte duhovnicesc oferind nu doar sfaturi, ci și canoane.
După cum s-a afirmat la Sinodul local de la Constantinopol din 1157, Hristos a adus jertfa sa răscumpărătoare nu numai Tatălui, ci Treimii în ansamblu. În teologia ortodoxă răsăriteană, mântuirea nu este văzută ca răscumpărare. Este împăcarea lui Dumnezeu cu omul, manifestarea iubirii lui Dumnezeu pentru omenire. Astfel, nu mânia lui Dumnezeu Tatăl, ci dragostea Lui milostivă se dezvăluie în Răstignirea pe cruce a Fiului său.
Mântuirea omului nu este un eveniment trecut, ci continuă până în zilele noastre prin îndumnezeire. Inițiativa îi aparține lui Dumnezeu, dar presupune participarea activă a omului, nu este doar o acțiune, ci o atitudine, un mod de a-L primi perpetuu pe Dumnezeu. 

### Distinctivitatea față de analogii din alte religii
Practica incantațiilor contemplative sau meditative este cunoscută în mai multe religii, inclusiv budism, hinduism și islam. Forma de contemplare internă care implică transformări interioare profunde care afectează toate nivelurile sinelui este comună tradițiilor care postulează valoarea ontologică a personalității.
Deși unele aspecte ale Rugăciunii lui Iisus se pot regăsi și în alte tradiții, caracterul ei creștin rămâne totuși central. Scopul celui care o practică nu se limitează la dobândirea smereniei, a iubirii sau curățarea minții de gânduri păcătoase, ci este îndumnezeirea, unirea cu Dumnezeu (theosis), care cuprinde toate virtuțile. Astfel, pentru ortodocșii răsăriteni:
- Rugăciunea lui Iisus este, în primul rând, o rugăciune adresată lui Dumnezeu. Nu este un mijloc de autoîndumnezeire sau de eliberare de sine, ci, în opoziție cu mândria lui Adam, vindecă ruptura produsă între om și Dumnezeu.
- Scopul nu este acela de a fi dizolvat sau absorbit în neant sau în Dumnezeu, sau de a ajunge la o altă stare de spirit, ci acela de a te (re)uni cu Dumnezeu, rămânând în același timp o persoană distinctă.
- Este o invocare a numelui lui Iisus, deoarece antropologia creștină și soteriologia sunt strâns legate de hristologie.
- Într-un context modern, repetiția continuă este privită de unii ca o formă de meditație, rugăciunea funcționând ca un fel de mantră. Dar practicanții ortodocși ai Rugăciunii lui Iisus subliniază invocarea numelui lui Iisus Hristos în sensul de contemplare a lui Dumnezeul în Treime, mai degrabă decât de golirea minții. 
- A te recunoaște „păcătos” înseamnă a ajunge în primul rând la o stare de smerenie și pocăință, de recunoaștere a propriei firi căzute.
- Practicarea Rugăciunii lui Iisus este strâns legată de lupta cu patimile atât sufletești, cât și trupești, de exemplu prin post. Pentru ortodocșii răsăriteni nu trupul este cel rău, ci „modul trupesc de a gândi”; de aceea mântuirea privește și trupul.
- Spre deosebire de tradițiile de intonare a mantrelor, Rugăciunea lui Iisus poate fi tradusă în orice limbă pe care o folosește în mod obișnuit rugătorul. Accentul este pus pe sens, nu pe simpla rostire a anumitor sunete.
- Nu se pune accent pe tehnicile psihosomatice, care sunt văzute doar ca mijloace, nu ca premise pentru unirea minții cu inima.

Un mod de părtășie cu Dumnezeu pentru ortodocși, Rugăciunea lui Iisus nu conține niciun secret în sine și nici practica sa nu dezvăluie adevăruri ezoterice. Ca practică isihastă, ea cere totuși golirea minții de gânduri și ignorarea mișcărilor trupești pătimașe pentru a-L putea cunoaște prin experiență directă pe Dumnezeu. Ea stă alături de celelate fapte bune ale credinciosului (rugăciune, milostenie, pocăință, post etc.) ca răspuns al Tradiției Ortodoxe la provocarea Apostolului Pavel „rugați-vă neîncetat” (1 Thess:5:17).

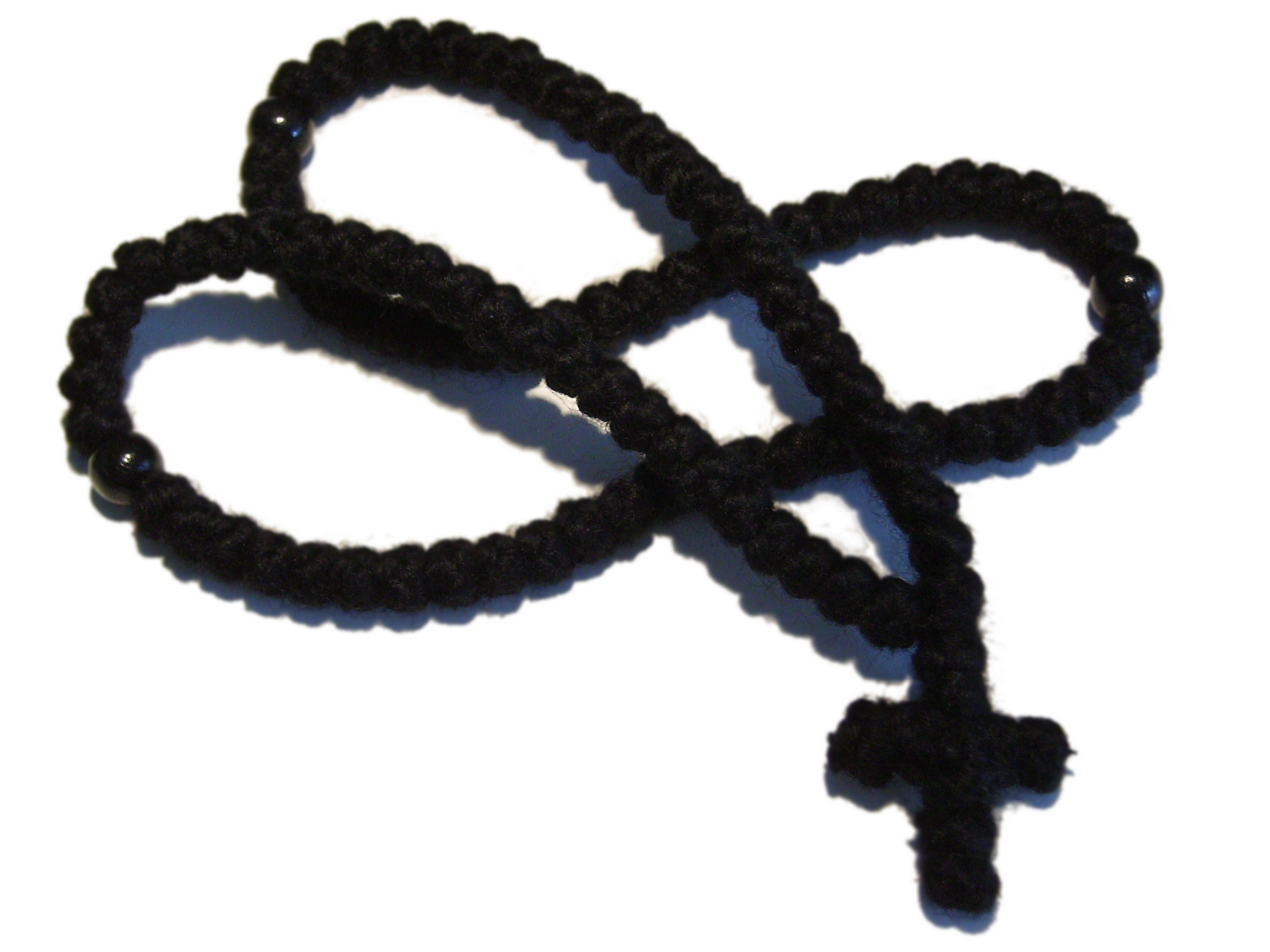
Metanier ortodox

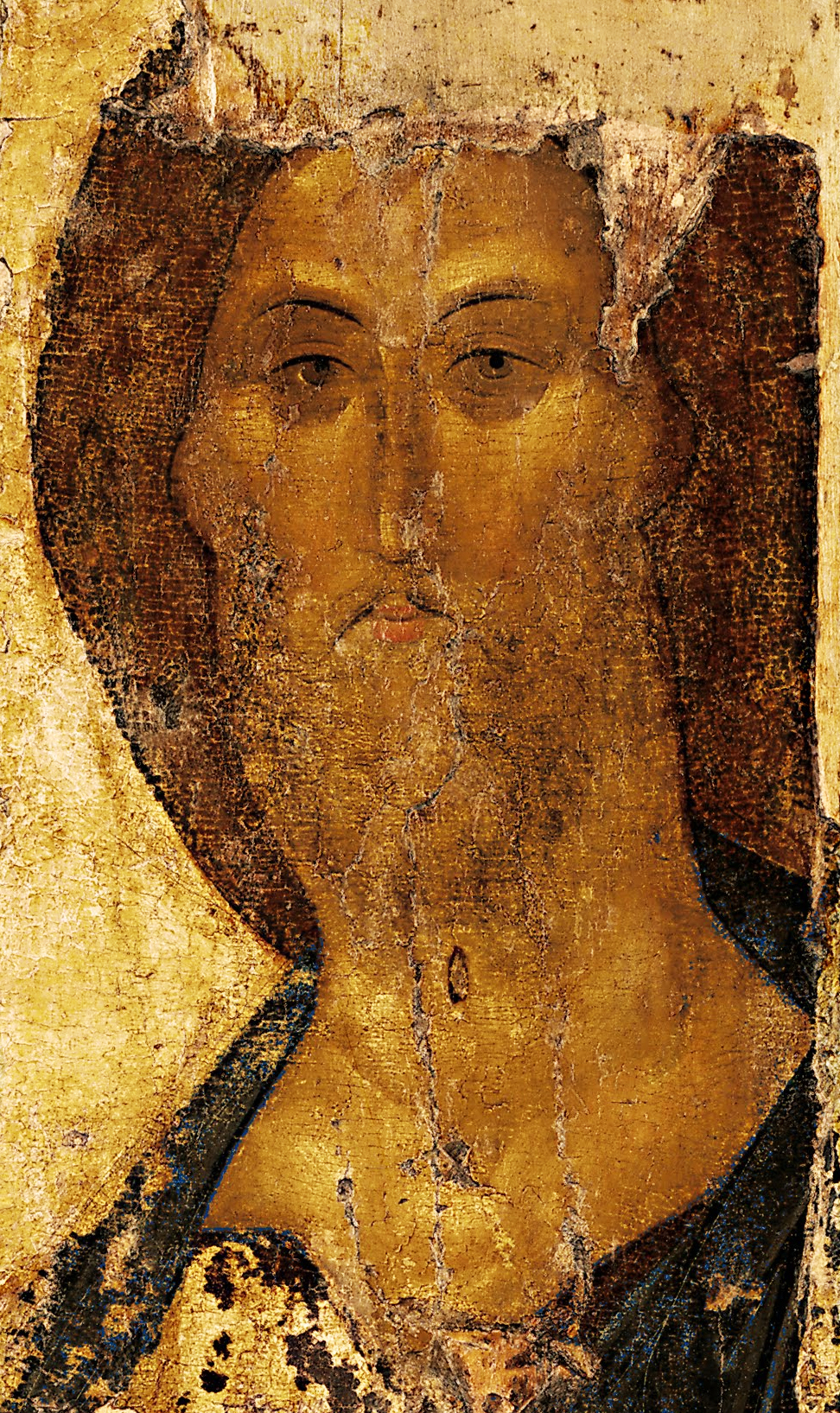
Hristos Mântuitorul de Andrei Rubliov (c. 1410, Galeria Tretiakov, Moscova)

### Metode
Nu există reguli fixe pentru cei care se roagă, „nu există nicio tehnică fizică sau mentală care să-L forțeze pe Dumnezeu să-și arate prezența” (Mitropolitul Kallistos Ware).
Rugăciunea făcută pe respirație este descrisă în Pelerinul rus, unde ești sfătuit ca, în timp ce tragi aer în piept, să spui Doamne Iisuse Hristoase și ca, în timp ce îl dai afară, să zici miluiește-mă.

### Treptele rugăciunii

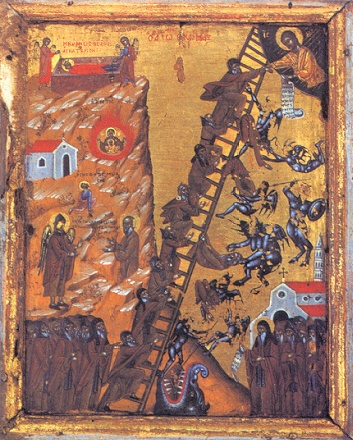
Icoana „Scara urcușului duhovnicesc” (treptele către îndumnezeire descrise de Sf. Ioan Scărarul) care arată călugării urcând (și căzând de pe) scara către Iisus

„Deoarece rugăciunea este o realitate vie, o întâlnire personală profundă cu Dumnezeul cel viu, ea nu trebuie să se limiteze la nicio clasificare apriorică sau analiză rigidă”, spune GOARCH. Ca îndrumări generale pentru practicant, părinții ortodocși disting un număr diferit de niveluri (3, 7 sau 9) în practica rugăciunii. Ele trebuie privite ca fiind pur informative, deoarece practica rugăciunii inimii se învață doar sub îndrumarea duhovnicească. Astfel, Sf. Teofan Zăvorâtul vorbește despre trei etape: 
1. Rugăciunea rostită care este o recitare simplă, încă externă practicantului.
2. Rugăciunea minții, când „mintea este concentrată asupra cuvintelor” rugăciunii
3. Rugăciunea inimii însăși, când rugăciunea nu mai este ceea ce facem, ci ceea ce suntem.

Odată ce acest lucru este realizat, se spune că rugăciunea lui Iisus devine „de sine mișcătoare” (αυτενεργούμενη), se repetă automat și inconștient, devenind un obicei lăuntric ce nu împiedică activitățile normale de zi cu zi.
Alți părinți, printre care și Cleopa Ilie, vorbesc despre nouă trepte ale rugăciunii care reprezintă în sine, aceeași cale spre îndumnezeire, descrisă mai detaliat:
1. Rugăciunea buzelor.
2. Rugăciunea gurii.
3. Rugăciunea limbii.
4. Rugăciunea vocii.
5. Rugăciunea minții.
6. Rugăciunea inimii.
7. Rugăciunea de sine mișcătoare.
8. Rugăciunea atotvăzătoare.
9. Rugăciunea contemplativă.

## Variante de rugăciuni repetitive
În istoria monahismului ortodoxau fost atestate diferite forme de rugăciune repetitivă: Rugăciunea Sfântului Ioanichie cel Mare (754–846): „Nădejdea mea este Tatăl, scăparea meu este Fiul, acoperământul meu este Sfântul Duh, Treime Sfântă, Slavă Ție”, a cărui utilizare repetitivă este descrisă în Viața sa; sau practica mai recentă a Sf. Nicolae Velimirovici.
În mod similar cu practicarea rugăciunii lui Iisus, nu există o standardizare impusă. Rugăciunea poate fi „Doamne, miluiește-mă”  Kyrie eleison), „Ai milă de mine” („Ai milă de noi”) sau chiar „Iisuse”. Ea poate conține și o chemare către Maica Domnului (Fecioara Maria) sau către sfinți. Singurul element esențial și invariabil este numele lui Iisus.
- Doamne Iisuse Hristoase, Fiul lui Dumnezeu, miluiește-mă pe mine, păcătosul.
- Doamne Iisuse Hristoase, Fiul lui Dumnezeu, miluiește-mă (o formă foarte comună în tradiția greacă).
- Doamne Iisuse Hristoase, miluiește-mă (varianta comuna pe Muntele Athos).
- Iisuse, ai milă.
- Doamne Iisuse Hristoase, Fiul lui Dumnezeu, miluiește-ne pe noi.

## Biserica Catolică
Rugăciunea lui Isus este practicată pe scară largă printre cele 23 de Biserici Catolice Orientale.
Metode similare de rugăciune folosite în Biserica Catolică sunt recitarea, așa cum a recomandat Sf. Ioan Cassian, „O, Doamne, vino în ajutorul meu; O, Doamne, grăbește-te să mă ajuți” sau alte versete ale Scripturii; repetarea unui singur cuvânt monosilabic așa cum este sugerat în Norul Necunoașterii, utilizarea Lectio Divina etc.

## Publicații

### Teologie ortodoxă
- Filocalia